# Martin Gardner
Martin Gardner (21 de outubro de 1914 — 22 de maio de 2010) foi um escritor de matemática recreacional e literatura de divulgação científica e matemática, mas com interesses que englobavam micromágica (prestidigitação), ilusionismo, literatura em especial os trabalhos de Lewis Carroll e G. K. Chesterton, filosofia, ceticismo científico, pseudociência e religião. Ele escrevia a coluna Mathematical Games para a revista Scientific American de 1956 a 1981 e a coluna Notes of a Fringe-Watcher para a revista Skeptical Inquirer de 1983 a 2002 e publicou mais de 100 livros.

## Biografia

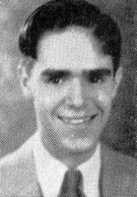
Martin Gardner no seu álbum da escola em 1932.

### Juventude e Educação
Gardner era filho de um geólogo de petróleo, e cresceu em Tulsa, Oklahoma. Desde pequeno ele demonstrou interesses em quebra cabeças e jogos e o seu melhor amigo de infância, John Bennett Shaw, depois se tornou "um dos maiores colecionadores de artigos de Sherlock Holmes". Ele foi aluno da Universidade de Chicago onde se formou em bacharel de filosofia em 1936. Alguns dos seus primeiros empregos foram o de repórter do Tulsa Tribune, escritor nos escritórios de relações com a imprensa da Universidade de Chicago e voluntário para a Administração de Auxílio da região Black Belt em Chicago (um gueto composto por favelas e cortiços). Durante a Segunda Guerra, ele serviu por quatro anos na Marinha dos Estados Unidos como marinheiro em serviços administrativos a bordo do destroier de acompanhamento USS Pope no Atlântico. Seu navio ainda estava no Atlântico quando a guerra terminou após a rendição dos japoneses em agosto de 1945.
Após a guerra, Gardner voltou para a Universidade de Chicago. Em 1950 ele publicou um artigo na Antioch Review chamado "The Hermit Scientist, (O Heremita )" um trabalho pioneiro do que explicava o que mais tarde se começou a chamar de pseudocientistas.
Foi a primeira publicação de natureza cética de Gardner e dois anos depois ela foi publicada em uma versão muito mais volumosa no livro: In the Name of Science ("Em nome da Ciência"), seu primeiro livro.

### Início da Carreira
No início dos anos 50, Garner se mudou para Nova Iorque e se tornou um escritor e designer na revista Humpty Dumpty onde por oito anos ele escreveu artigos e histórias para outras revistas infantis. Seus quebra cabeças de dobraduras de papel (publicação irmã da Children's Digest na época e agora publicação irmã da revista Jack and Jill) levaram ao seu primeiro trabalho para a Scientific American. Por muitas décadas, Gardener e sua esposa Charlotte e seus dois filhos viveram em Hastings-on-Hudson, Nova Iorque, onde ele ganhava sua como um autor independente, publicando livros com diversas editoras diferentes, e também escrevendo para centenas de revistas e artigos de jornais. Apropriadamente dado o seu interesse por lógica e matemática ele vivia na Avenida Euclid. No ano de 1960 foi lançada a edição do seu maior best seller de todos os tempos, Alice Edição Comentada, tendo sido publicado em várias edições das quais ele vendeu mais de um milhão de cópias em diversas línguas.

### Jogos Matemáticos
Eu só brinco o tempo todo e tenho a sorte de ser pago para fazer isso.

— Martin Gardner, 1998
Por mais de um quarto de século (1956-1981), Gardner escreveu uma coluna com o assunto "divertimento matemático" (recreational mathematics) para a revista Scientific American. Tudo começou com o seu único artigo publicado na revista hexaflexagon que saiu na edição de dezembro de 1956. O editor da Scientific American sugeriu que ele escrevesse uma coluna periódica chamada Mathematical Games (Jogos Matemáticos). Essas colunas foram pela primeira vez editadas em um livro em 1959 com o nome de The Scientific American Book of Mathematical Puzzles and Diversions (O livro de quebra-cabeças e divertimentos da Scientific American). Outros 14 livros foram publicados nas quatro décadas seguintes. Em 1980 a coluna passou a ser esporádica. Outros autores começaram a escrever para coluna e em maio de 1986 a coluna deixou de ser publicada. Em 1979 Gardner e sua mulher se aposentaram (pelo menos em parte) e se mudaram para Hendersonville na Carolina do Norte.

### Homenagens a Gardner
Gardner era notoriamente tímido e se recusou a aceitar muitas homenagens quando ele descobria que ele precisaria estar presente para receber o prêmio. (Ele disse uma vez a Colm Mulcahy que ele "nunca dava palestras em sua vida se ele não soubesse como") Entretanto, em 1993 em Atlanta, Georgia o colecionador de quebra-cabeças Tom Rodgers convenceu Gardner a comparecer a uma tarde dedicada a resolução dos quebra-cabeças dele. A reunião teve uma segunda edição com a presença de Gardner, o que convenceu a Rodgers e seus amigos a transformá-la em um evento periódico. Ela tem se realizado em anos alternados, próximo a Atlanta, e o programa consiste em qualquer assunto que tenha sido de interesse de Gardner durante o seu período como escritor. Esse evento é chamado "Gathering for Gardner", e é abreviado como "G4Gx" onde x é o número do evento. Por exemplo, em 2010 o evento se chamou G4G9, mas Gardner só compareceu aos eventos de 1993 e 1996.
A esposa de Gardner morreu em 2000 e dois anos depois ele voltou para Norman em Oklahoma onde seu filho, James Gardner, era professor na Universidade de Oklahoma. Ele morreu em 22 de maio de 2010.

## Interesses e Visões

### Matemática Recreacional
Martin Gardner manteve um interesse muito grande nos divertimentos matemáticos nos EUA através de suas publicações por boa parte do século XX. Ele é muito conhecido por seus esforços de décadas em popularizar a matemática e jornalismo científico, particularmente através da sua coluna "Mathematical Games" (Jogos Matemáticos) na revista Scientific American.
Ironicamente, Gardner tinha dificuldade para aprender cálculo e nunca mais estudou matemática depois do ensino médio. Ele era um editor da revista infantil Humpty Dumpty para crianças pequenas quando em 1956 o editor da Scientific American lhe convidou para que ele começasse a escrever uma coluna sobre divertimentos matemáticos, logo depois que ele publicou o seu artigo sobre flexágonos.
A coluna "Mathematical Games" (Jogos Matemáticos) de 1956 a 1981 foi em vários casos a introdução de diversos assuntos para um maior público incluindo:
- Flexágonos (em inglês)
- O Jogo da Vida de John Horton Conway
- Poliminó
- Cubo soma
- Ojogo de tabuleiro "Nash"(por causa de John Nash, também chamado de "Hex", criado por Piet Hein e John Forbes Nash
- Hare and Hounds (em inglês)
- Tangram
- Mosaico de Penrose
- Criptoanálise/Criptografia de chave pública/decifrando o alçapão/o desafio criptográfico RSA-129
- Os trabalhos de M. C. Escher
- Fractais.

Muitos desses artigos foram agrupados em uma série de livros que começaram com Mathematical Puzzles and Diversions (Divertimentos Matemáticos e Quebra-Cabeças), com a primeira edição em 1956.
Com a saída de Gardner em 1981 da Scientific American, a coluna passou a ser escrita por Douglas Hofstadter intitulada "Metamagical Themas", um nome que é uma anagrama de "Mathematical Games". Gardner nunca se aposentou como autor, mas continuou sua pesquisa literária e escrever, em especial atualizando muitos dos seus antigos livros, como o Origami, Eleusis, and the Soma Cube, ISBN 978-0-521-73524-7, publicado em 2008.
Gardner também escreveu um "conto de quebra-cabeças" para a revista Asimov's Science Fiction (publicada de 1977-1986), produzido 111 colunas no total.

### Pseudociência
As atitudes inflexíveis de Gardner para combater a pseudociência fizeram dele um dos mais conhecidos polemista antipseudociência do século XX. Em seu livro Fads and Fallacies in the Name of Science (Modas e Falácias em Nome da Ciência de 1952, revisado em 1957) foi um trabalho clássico que ajudou a iniciar o movimento cético. Ele explora uma miríade de alegações dúbias e projetos incluindo Fletcherismo (a crença em mastigar a comida e líquidos muitas vezes é saudável), criacionismo, dietas da moda, Charles Fort, Rudolf Steiner, Cientologia, Dianética, Óvnis, Radiestesia, Percepção extrassensorial, o Bates method (Método de Beates), e a Telecinésia. Esse livro e seu livro seguintes (Science: Good, Bad and Bogus - Ciência: Bom, Ruim e Fraudulento, 1981; Order and Surprise, 1983, Gardner's Whys & Wherefores, 1989, etc.) deram a ele um grande conjunto de detratores das "ciências marginais" e Filosofia da Nova Era, com os quais ele manteve diálogos públicos e privados por décadas.
Em 1976, Gardner foi o fundador e membro do Committee for the Scientific Investigation of Claims of the Paranormal (Comitê pela Investigação Científica e pelo Paranormal CSICOP), e escrevia uma coluna chamada "Notes of a Fringe Watcher" (Anotações de um Observador Marginal) (Originalmente "Notes of a Psi-Watcher") desde 1983 até 2002 para o jornal Skeptical Inquirer. Esses artigos foram transformados em cinco livros: New Age: Notes of a Fringe Watcher (1988), On the Wild Side (1992), Weird Water and Fuzzy Logic (1996), Did Adam and Eve Have Navels (2000), e Are Universes Thicker than Blackberries (2003). Gardner era um membro sênior emérito do CSICOP e proeminente cético do paranormal.
Em 21 de agosto de 2010, Gardner foi homenageado postumamente por suas contribuições no campo do ceticismo, pelo Independent Investigations Group durante o baile de 10° aniversário.

### Religião e Filosofia
Gardner era fascinado com a crença religiosa. Ele era um fideísta deísta, que acreditava em Deus como sendo o criador, mas crítico da religião organizada. Ele foi citado como tendo dito que ele acha que a parapsicologia e outas pesquisas do paranormal como sendo equivalente a "Testar Deus" o procurar por "Sinais e Milagres". Ele afirmava que apesar de ele esperar que os testes sobre a eficácia das orações darem resultados negativos, ele não afastava a priori a possibilidade de que alguma força sobrenatural ainda desconhecida pudesse influenciar o mundo físico.

Eu sou um teísta filosófico. Eu acredito em um deus pessoal, e eu acredito na vida após a morte, e eu acredito em orações, mas eu não acredito em nenhuma religião estabelecida. Isso é chamado de teísmo filosófico... Teísmo filosófico é inteiramente emocional. Como Kant disse, ele destruiu a pura razão para abrir espaço para a fé.

— Martin Gardner, 2008
Gardner escreveu várias vezes sobre figuras públicas como Robert Maynard Hutchins, Mortimer Adler, e William F. Buckley, Jr. e acreditava que suas crenças eram logicamente consistentes. Em alguns casos, ele atacava figuras religiosas proeminentes como Mary Baker Eddy baseando-se no argumento de que suas alegações eram insustentáveis. Em seu livro semiautobiográfico The Flight of Peter Fromm ele fala de um homem cristão protestante tradicionalista que luta com sua fé, ao examinar sua crença a luz dos estudiosos bíblicos do século XX e os movimentos intelectuais que por fim termina rejeitando o cristianismo enquanto se mantém um teísta.
Ele descreveu suas próprias crenças como sendo um teísmo filosófico inspirado na teologia do filósofo Miguel de Unamuno. Mesmo sendo crítico de religiões organizadas, Gardner acreditava em um deus, afirmando que sua crença não poderia ser confirmada ou desmentida pela ciência. Ao mesmo temo, ele era cético quanto a afirmações de que algum deus tivesse se comunicado com seres humanos através de palavras ou revelação telepática ou ainda por milagres no mundo natural.
A filosofia de Gardner pode ser resumida da seguinte maneira: "Não a nada sobrenatural, e nada na razão humana ou visível no mundo que nos incline a acreditar em quaisquer deuses. O mistério da existência é maravilhoso, mas a crença "no Velho" vem de fé sem evidência. Entretanto, com fé e orações as pessoas podem encontrar uma maior felicidade do que sem elas. Se houver uma vida após a morte, "O Velho" amoroso é provavelmente real." A citação de G. K. Chesterton: "Para um ateu, o universo é a mais estranha obra de arte jamais construída por ninguém." era uma das citações favoritas de Gardner.
Gardner disse que ele suspeitava que a fundamental natureza da consciência humana pode não ser possível de ser entendida ou descoberta, a não ser que uma física mais profunda e fundamental que a mecânica quântica seja algum dia desenvolvida. Nesse quesito, ele disse, ele era um adepto do chamado New Mysterianism que é a crença de que a natureza da consciência não pode ser resolvida por seres humanos.

### Crítica Literária e Ficção
Gardner era considerado uma das maiores autoridades em Lewis Carroll. As suas versões comentadas de Alice no País das Maravilhas e Alice no País do Espelho, explicando muitas dos enigmas matemáticos, jogos de palavras e referências literárias encontradas nos livros de Alice, foi primeiramente publicado como The Annotated Alice (Editora Clarkson Potter, 1960), uma sequência publicada com novos comentários foi chamada de More Annotated Alice (Mais Alice Comentada - Editora Random House, 1990), e finalmente como The Annotated Alice: The Definitive Edition (Editora - Norton, 1999 / Alice: edição comentada e ilustrada Editora: Jorge Zahar Editor Ltda., 2002 - 303 páginas) combinando as duas edições anteriores com novo material. O livro surgiu quando Gardner achou que os livros de Alice eram um pouco "amedrontadores" quando criança, mas eram fascinantes quando adulto  sentiu que deveria comentá-lo e sugeriu a um editor que Bertrand Russell fizesse os comentários; quando o editor não conseguiu sequer passar a secretária de Russell, ele pediu a Gardner que tocasse o projeto. O livro foi um dos maiores sucessos de Gardner tendo vendido mais de meio milhão de cópias.
Além dos livros de 'Alice', Gardner produziu verões "comentadas" de livros do The Innocence Of Father Brown (A Inocência de Padre Brown) de G. K. Chesterton e The Man Who Was Thursday (O Homem Chamado Quinta-Feira) além dos celebrados poemas incluindo The Rime of the Ancient Mariner (As Rimas do Antigo Marinheiro), Casey at the Bat ( Casey no bastão), The Night Before Christmas (A Noite Antes do Natal), e The Hunting of the Snark (A Caçada ao Snark); esse último também escrito por Lewis Carroll.
Gardner ocasionalmente escrevia alguma coisa de ficção, quase sempre associado com suas preocupações não ficcionais. O seu romance roman à clef foi The Flight of Peter Fromm (O vôo de Peter Fromm -1973) e suas estórias curtas agrupadas no livro The No-Sided Professor and Other Tales of Fantasy, Humor, Mystery, and Philosophy ('O Professor Sem Lado e Outros Contos de Fantasia, Humor, Mistério e Filosofia - 1987).
Gardner publicou estórias sobre um imaginário numerologista chamado Dr. Matrix e Visitors from Oz (Visitantes de Oz - 1998), baseado nos Livros de Oz de L. Frank Baum, que refletiam seu amor por Oz. (Ele foi um membro fundador do International Wizard of Oz Club, e ganhador do prêmio de 1971 L. Frank Baum Memorial Award). Gardner foi um membro do clube masculino de jantar literário, o Trap Door Spiders, que acabou servindo de base para o grupo ficcional de Isaac Asimov de solucionadores de mistérios os Black Widowers (Viúvas Negras).

## Controvérsia
Muito embora ele fosse pessoalmente tímido e quase sempre evitasse aparições públicas, Gardner era um grande controversista através de suas publicações e cartas. As mais conhecidas são as suas posições contra as pseudociências (em especial a parapsicologia) e o cristianismo conservador, mas ao longo dos anos ele se aventurou em vários assuntos da atualidade, colocando seus pontos de vista sobre um grande número de tópicos, desde semântica geral (a maneira pela qual os cérebros humanos formam a linguagem), [Lógica difusa] até assistir televisão (ele uma vez escreveu uma resenha negativa do livro de Jerry Mander Four Arguments for the Elimination of Television - Quatro Argumentos para a eliminação da televisão).
Suas visões filosóficas são descritas e defendidas em seu livro The Whys of a Philosophical Scrivener - (Os porquês de um escrivão filosófico - 1983, revisado em 1999).
Mesmo Gardner sendo um feroz crítico das alegações do sobrenatural, sob seu pseudônimo "George Groth" ele escreveu um artigo para a revista Fate (outubro de 1952, páginas 39-43) intitulado "He Writes with Your Hand," (Ele Escreve Com Sua Mão) onde ele saudava as habilidades do mentalista Stanley Jaks como sendo genuínas.
Gardner também era conhecido por sua, às vezes, controversa filosofia da matemática. Ele escreveu resenhas negativas dos livros de Philip J. Davis e Reuben Hersh The Mathematical Experience e What is mathematics, really?, em cada um havia aspectos críticos do platonismo matemático, o primeiro que havia sido recebido bem pela comunidade matemática. Muito embora Gardner fosse conhecido por ser um platonista radical, suas resenhas mostraram que algumas tendências formalistas. Gardner mantinha que suas ideias eram bem aceitas pelos matemáticos, mas Hersh contra-argumentou que em sua experiência de matemático profissional e orador, que isso não era o caso.

## Publicações

### Obras originais
- Match-ic (1936), Ilustrado por Nelson C. Hahne;Ireland Magic Company.
- Here's New Magic: An Array of New and Original Magic Secrets (1937) "by Joe Berg" [na verdade, escrito por ghostwriters Gardner], Ilustrado por Nelson C. Hahne; Chicago: Impresso de forma privada.
- 12 Tricks with a Borrowed Deck (1940), Ireland Magic Company, Ilustrado por Harlan Tarbell, introd. de Paul Rosini.
- After the Dessert (1941), Max Holden, Ilustrado por Nelson Hahne.
- Cut the Cards (1942), Max Holden, Ilustrado por Nelson Hahne.
- Over the Coffee Cups (1949), Tulsa: Montandon Magic, Ilustrado pelo autor (magia de close-up, incluindo "dinner-table tricks and gags")
- In the Name of Science: An Entertaining Survey of the High Priests and Cultists of Science, Past and Present (1952), G. P. Putnam's Sons
  - Republicado em (revisado e expandido) como Fads and Fallacies in the Name of Science (1957), Mineola, Nova York: Dover Publications; ISBN 0-486-20394-8.
- Mathematics, Magic, and Mystery (1956), Mineola, Nova York: Dover Publications, ISBN 0-486-20335-2.
- Logic Machines and Diagrams (1958), McGraw-Hill: Nova York
  - Republicado em (1968) como Logic Machines, Diagrams, and Boolean Algebra; Dover Publications, Inc.
  - 2a. ed. (1983) como Logic Machines and Diagrams com introdução de Donald Michie, University of Chicago Press.
- Mathematical Puzzles (1961), Nova York: Thomas Y. Crowell (Ilustrado por Anthony Ravielli).
  - Reimpresso com correções em 1986 como Entertaining Mathematical Puzzles, Dover; ISBN 0-486-25211-6.
- Relativity for the Million (1962); Nova York: MacMillan Company (Ilustrado por Anthony Ravielli).
  - Revisado/atualizado 1976 como The Relativity Explosion Nova York: Vintage Books, ISBN 0-394-72104-7.
  - Revisado/ampliado 1997 como Relativity Simply Explained,  Nova York: Dover; ISBN 0-486-29315-7.
- The Ambidextrous Universe: Mirror Asymmetry and Time-Reversed Worlds (1964)
  - 2a. ed., 1969.
  - 3a. ed., 1990 como The New Ambidextrous Universe: Symmetry and Asymmetry from Mirror Reflections to Superstrings; W.H. Freeman & Company.
  - 3a. ed., Rev., 2005, Dover; ISBN 0-486-44244-6.
- Never Make Fun of a Turtle, My Son (1969), Simon & Schuster (poems; Ilustrado por John Alcorn)
- The Flight of Peter Fromm (1973), Los Altos, California: William Kaufmann, Inc. Prometheus Books (novel).
- Confessions of a Psychic: The Secret Notebooks of Uriah Fuller (1975), Teaneck, Nova Jersey: Karl Fulves.
- Aha! Insight (1978), W.H. Freeman & Company; ISBN 0-7167-1017-X
- Further Confessions of a Psychic: The Secret Notebooks of Uriah Fuller (1980), Teaneck, Nova Jersey: Karl Fulves; 70 pp.
- Aha! Gotcha: Paradoxes to Puzzle and Delight (1982), (Series: Tools for Transformation); W.H. Freeman & Company; ISBN 0-7167-1361-6
- The Whys of a Philosophical Scrivener (1983; Rev. 1999 ed. por St. Martin's Griffin; ISBN 0-312-20682-8.)
- Baffling Brainteasers (1983); Davis Publications.
- The Wreck of the Titanic Foretold? (1986)
  - Rev. 1998 ed., Prometheus Books.
- How Not to Test a Psychic: Ten Years of Remarkable Experiments with Renowned Clairvoyant Pavel Stepanek (1989), Prometheus Books
- The Healing Revelations of Mary Baker Eddy (1993), Prometheus Books
- My Best Mathematical and Logic Puzzles (1994), Dover; ISBN 0-486-28152-3.
- A Die of Another Color (1995); Karl Fulves (Ilustrado por Joseph K. Schmidt).
- Urantia: The Great Cult Mystery (1995), Prometheus Books; ISBN 0-87975-955-0
- The Universe in a Handkerchief: Lewis Carroll's Mathematical Recreations, Games, Puzzles, and Word Plays (1996), Springer-Verlag
- Match Magic: More Than Seventy Impromptu Tricks With Matches (1998), Piccadilly Books.
- Visitors from Oz (1998), St. Martin's Press; ISBN 0-312-19353-X (romance).
- The Colossal Book of Wordplay (2010), com Ken Jennings; Criador de quebra-cabeças.
- Undiluted Hocus-Pocus: The Autobiography of Martin Gardner (2014); Princeton University Press

### Colunas coletadas, artigos e resenhas
- The Scientific American Book of Mathematical Puzzles and Diversions (1959)[A]
  - Reimpresso em 1988 como Hexaflexagons and Other Mathematical Diversions: The First Scientific American Book of Puzzles and Games, University of Chicago Press, ISBN 0-226-28254-6.
- The Second Scientific American Book of Mathematical Puzzles and Diversions (1961)[A]
- Martin Gardner's New Mathematical Diversions from Scientific American (1966),[A] Simon & Schuster.
- The Numerology of Dr. Matrix: The Fabulous Feats and Adventures in Number Theory, Sleight of Word, and Numerological Analysis (Literary, Biblical, Political, Philosophical and Psychonumeranalytical) of That Incredible Master Mind (1967),[A] Simon & Schuster.
  - Reimpresso/expandido como The Incredible Dr. Matrix: The World's Greatest Numerologist (1976), Charles Scribner's Sons; ISBN 0-684-14669-X.
  - Reimpresso/expandido como The Magic Numbers of Dr. Matrix (1985); Prometheus Books;  LCCN 84-43183, ISBN 0-87975-281-5 (cloth), 0-87975-282-3 (artigo).
- Unexpected Hangings, and Other Mathematical Diversions (1968),[A] Simon & Schuster.
- The Sixth Scientific American Book of Mathematical Puzzles and Diversions (1971),[A] Simon & Schuster
- Mathematical Carnival (1975),[A] Vintage Books.
- Mathematical Magic Show (1977),[A] Vintage.
- Mathematical Circus (1979),[A] Vintage.
- Science Fiction Puzzle Tales (1981),[C] Random House (Foreword by Isaac Asimov)
  - Represso como Mathematical Puzzle Tales (2000), Mathematical Association of America ISBN 0-88385-533-X.
- Science: Good, Bad, and Bogus (1981), Prometheus Books; ISBN 0-87975-573-3 (paperback), ISBN 0-87975-144-4 (hardback), ISBN 0-380-61754-4 (Avon pocket paperback)[29]
- Order and Surprise (1983), Prometheus Books, ISBN 0-87975-219-X
- Wheels, Life, and Other Mathematical Amusements (1983),[A] W. H. Freeman & Co. ISBN 0-7167-1589-9
- Puzzles from Other Worlds (1984),[C] Vintage
- Knotted Doughnuts and Other Mathematical Entertainments (1986),[A] W. H. Freeman & Co. ISBN 0-7167-1799-9.
- Riddles of the Sphinx and other Mathematical Puzzle Tales (1987),[C] Mathematical Association of America, ISBN 0-88385-632-8
- Time Travel and Other Mathematical Bewilderments (1987),[A] W.H. Freeman & Company; ISBN 0-7167-1925-8
- The No-Sided Professor and Other Tales of Fantasy, Humor, Mystery, and Philosophy (1987),  Prometheus Books; ISBN 0-87975-390-0. (26 contos, 2 poemas)
- The New Age: Notes of a Fringe Watcher (1988),[B] Prometheus Books; ISBN 0-87975-432-X
- Gardner's Whys & Wherefores (1989), University of Chicago Press.
- Penrose Tiles to Trapdoor Ciphers (1989),[A] W. H. Freeman & Co. ISBN 0-7167-1987-8.
- Fractal Music, Hypercards and More (1991),[A] W. H. Freeman
- On the Wild Side: The Big Bang, ESP, the Beast 666, Levitation, Rainmaking, Trance-Channeling, Seances and Ghosts, and More... (1992),[B] Prometheus Books; ISBN 0-87975-713-2
- The Encyclopedia of Impromptu Magic (1985), Magic, Inc (574 pgs).[D]
  - 2a. ed. (1993), como Martin Gardner Presents; Kaufman and Greenberg (415 pgs).
  - 3a. ed. (2015), como Impromptu; The Miracle Factory (864 pgs), com Todd Karr.
- Weird Water & Fuzzy Logic: More Notes of a Fringe Watcher (1996),[B] Prometheus Books; ISBN 1-57392-096-7
- The Night Is Large: Collected Essays, 1938-1995 (1997), St. Martin's Griffin; ISBN 0-312-16949-3
- Last Recreations: Hydras, Eggs, and other Mathematical Mystifications (1997),[A] Springer Verlag; ISBN 0-387-94929-1
- Martin Gardner's Table Magic (1998),[30] Dover; ISBN 0-486-40403-X
- From the Wandering Jew to William F. Buckley, Jr.: On Science, Literature, and Religion (2000), Prometheus Books; ISBN 1-57392-852-6
- Did Adam and Eve Have Navels?: Debunking Pseudoscience (2001),[B] W.W. Norton & Company; ISBN 0-393-32238-6.
- A Gardner's Workout: Training the Mind and Entertaining the Spirit (2001), ISBN 1-56881-120-9. (coleção de artigos e resenhas que Gardner publicou de 1984 a 2000)
- The Colossal Book of Mathematics: Classic Puzzles, Paradoxes, and Problems (2001), W.W. Norton & Company; ISBN 0-393-02023-1 (uma coleção "best of")
- Are Universes Thicker Than Blackberries?: Discourses on Gödel, Magic Hexagrams, Little Red Riding Hood, and Other Mathematical and Pseudoscientific Topics (2003),[B] ISBN 0-393-05742-9[31]
- Dana Scott Richards, editor (2006), The Colossal Book of Short Puzzles and Problems (2006), W.W. Norton & Company; ISBN 0-393-06114-0.
- The Jinn from Hyperspace: And Other Scribblings—both Serious and Whimsical (2007),[C] Prometheus Books; ISBN 1-59102-565-6
- The Fantastic Fiction of Gilbert Chesterton: Essays on His Novels and Short Stories (2008), Shelburne, Ontario: Battered Silicon Dispatch Box; ISBN 978-1-55246-803-6 (Collection of previously published material).
- When You Were a Tadpole and I was a Fish and other Speculations about This and That (2009), Hill and Wang; ISBN 0-8090-8737-5

### Como editor/anotador
- Great Essays in Science (1957)
  - Rev. 1984 como The Sacred Beetle and Other Great Essays in Science, Prometheus Books; ISBN 0-87975-257-2.
- The Wizard of Oz and Who He Was (1957; ed. Russel B. Nye), Michigan State University Press
  - Ed. revisada, 1994; Michigan State University Press.
- Best Mathematical Puzzles of Sam Loyd (1959), Nova York: Dover. (Às vezes citado como "Volume 1".)
- Mathematical Puzzles of Sam Loyd, Volume 2 (1960), Nova York: Dover. (Também publicado no mesmo ano que More Mathematical Puzzles of Sam Loyd)
- The Annotated Alice (1960), Nova York: Bramhall House Clarkson Potter.  LCCN 60-7341 (no ISBN)
- Oddities and Curiosities of Words and Literature (1961) por C.C. Bombaugh, Dover.[32]
- The Annotated Snark (1962), Nova York: Simon & Schuster.
  - 2a. ed., 1974.
  - Rev. em 1981 como The Hunting of the Snark: A Centennial Edition; Los Altos, California: William Kaufmann; Incluindo "The Designs of the Snark" by Charles Mitchell e uma bibliografia de Selwyn Goodacre.
  - Reimpresso/revisado em 2006 como The Annotated Hunting of the Snark: The Definitive Edition, Norton; Introdução de Adam Gopnik.
- The Annotated Ancient Mariner (1965) by Samuel Taylor Coleridge, Nova York: Clarkson Potter.
- Philosophical Foundations of Physics: An Introduction to the Philosophy of Science (1966) por Rudolf Carnap, Basic Books.
  - Republicado com correções (1995) como An Introduction to the Philosophy of Science, Dover.
- Puzzles and Curious Problems by Henry Ernest Dudeney (1967), Charles Scribner's Sons.
  - Expandido como 536 Curious Problems and Puzzles (1995), Barnes and Noble.
- The Annotated Casey at the Bat: A Collection of Ballads about the Mighty Casey (1967); Nova York: Clarkson Potter.
  - 2a. (1984) ed.; Chicago: The University of Chicago Press. ISBN 0-226-28263-5.
  - 3a. (1995) ed.; Nova York: Dover Publications, ISBN 0-486-28598-7.
- Carroll, Lewis, The Wasp in a Wig: A "Suppressed" Episode of ‘Through the Looking-glass and What Alice Found There’, Lewis Carroll Society of North America/C.N. Potter: Distrib. Crown Publishers, 1977.
- Fujimura, Kobon (1977), The Tokyo Puzzles, Scribners (Trad. por Fumie Adachi).
- The Annotated Innocence of Father Brown (1987), Oxford University Press, ISBN 0-19-217748-6 (Notas de Gardner, nas histórias de G. K. Chesterton).
- More Annotated Alice (1990), Random House; ISBN 0-394-58571-2 (um "suplemento" para The Annotated Alice)
- The Annotated Night Before Christmas: A Collection Of Sequels, Parodies, And Imitations Of Clement Moore's Immortal Ballad About Santa Claus Edited, with an introduction and notes, by Martin Gardner (1991), Summit Books (Reprinted, Prometheus Books, 1995); ISBN 0-671-70839-2
- Kordemsky, Boris A. (1992), The Moscow Puzzles: 359 Mathematical Recreations (Series: Dover Recreational Math). [Edição simplificada do original em russo de 1956.]
- Peter Puzzlemaker Returns! More Puzzles for Problem Solvers (1994); Dale Seymour Publications ("Compilado e introduzido" por Gardner; não foi fornecido o autor principal.)
- Best Remembered Poems (1995), Dover.
- Famous Poems From Bygone Days (1995), Dover.
- Wells, H.G., "The Country of the Blind" and Other Science Fiction Stories (Edição Dover de 1997), introdução de Gardner para cada história. (Série: Dover Thrift Editions)
- Carroll, Lewis, Phantasmagoria (1998), Prometheus Books (poema satírico).
- Thompson, Silvanus P. (1998), Calculus Made Easy,[33] St. Martin's Press; ISBN 0-312-18548-0
- The Annotated Alice: The Definitive Edition (1999),[34] W.W. Norton & Company; ISBN 0-393-04847-0.
- The Annotated Thursday: G. K. Chesterton's Masterpiece, The Man Who Was Thursday by G. K. Chesterton (1999).
- Martin Gardner's Favorite Poetic Parodies (2002), Prometheus Books; ISBN 1-57392-925-5

### Para crianças
- Science Puzzlers[35] (1957), The Viking Press, Scholastic Book Services (Ilustrado por Anthony Ravielli).
  - Slightly revised in 1981 como Entertaining Science Experiments With Everyday Objects; Dover; ISBN 0-486-24201-3
- The Arrow Book of Brain Teasers (1959), Nova York: Tab Books.
- Archimedes: Mathematician and Inventor (1966); MacMillan Co. (Ilustrado por Leonard Everett Fisher)
- Perplexing Puzzles and Tantalizing Teasers (1969), Simon & Schuster.
- Space Puzzles: Curious Questions & Answers About the Solar System (1972), Simon & Schuster.
  - Rev. em 1997 como Puzzling Questions About the Solar System, Dover.
- The Snark Puzzle Book (1973), Simon & Schuster.
- More Perplexing Puzzles and Tantalizing Teasers (1977), Simon Pulse
- Codes, Ciphers and Secret Writing (Test Your Code Breaking Skills) (1984), Dover; ISBN 0-486-24761-9
- Classic Brainteasers (1995), Sterling Publishing; ISBN 0-8069-1261-8
- Science Magic: Martin Gardner's Tricks and Puzzles (1997), Sterling Pub. Co.
  - Reimpresso como Martin Gardner's Science Magic: Tricks and Puzzles (2011), Dover
- Mind-Boggling Word Puzzles (2001), Nova York: Sterling Publishing Co. (Ilustrado por V.G. Myers)
- Smart Science Tricks (2004), Sterling; ISBN 1-4027-0910-2. (Cerca de metade dos "truques" são colunas reimpressas do "Truque do Mês" do The Physics Teacher; muitas delas também já haviam sido reimpressas como colunas do "Gardner's Corner" em Magic.)
- Optical Illusion Play Pack (2008), Sterling (Ilustrado por Gilbert Ford)
- The Adventures of Humphrey Huckleberry (2009?), Shelburne, Ontario: Battered Silicon Dispatch Box; ISBN 978-1-55246-808-1; (Coleção de 8 anos de 10 colunas por ano de Humpty Dumpty Magazine).
- Mental Magic: Surefire Tricks to Amaze Your Friends (2010), Dover.

### Como colaborador
- "Speak Roughly", In: Guiliano, Edward (1976), Lewis Carroll Observed, Clarkson N. Potter; Reimpresso com adições em Order and Surprise de Gardner (1983).
- Klarner, David A., ed. (1981), The Mathematical Gardner, Wadsworth International.
  - Represso em 1998 como Mathematical Recreations: A Collection in Honor of Martin Gardner, Dover; ISBN 0-486-40089-1[36]
- "Lord Dunsany", In: Bleiler, E.F., editor (1985), Supernatural Fiction Writers: Fantasy and Horror; Nova York: Scribner's, pp. 471–478.
- Berlekamp, Elwyn R. and Tom Rodgers, ed.(1999), The Mathemagician and Pied Puzzler: A Collection in Tribute to Martin Gardner, A K Peters/CRC Press.
- Wolfe, David and Tom Rodgers, editores (2001), Puzzlers' Tribute: A Feast for the Mind; Prefácio de Arthur Clarke, A K Peters/CRC Press.
- Cipra, Barry Arthur, Erik D. Demaine, Martin L. Demaine, e Tom Rodgers, ed. (2004), Tribute to a Mathemagician, A K Peters/CRC Press.
- Demaine, Erik D., Martin L. Demaine and Tom Rodgers, ed. (2008), A Lifetime of Puzzles: A Collection of Puzzles in Honor of Martin Gardner's 90th Birthday; AK Peters.
- Pegg, Ed Jr., Alan H. Schoen and Tom Rodgers, ed. (2009), Mathematical Wizardry for a Gardner; AK Peters.
- Burstein, Mark, ed. (2011), A Bouquet for the Gardener: Martin Gardner Remembered, Lewis Carroll Society of North America.[37]
- Henle, Michael and Brian Hopkins, ed. (2012), Martin Gardner in the Twenty-First Century (Series: MAA Problem Books), Mathematical Association of America (Oito obras curtas de Gardner e 33 de outros autores)

### Introdução, prefácio, prefácio ou posfácio
- Alice's Adventures Under Ground by Lewis Carroll: A Facsimile of the 1864 Manuscript (1965), Dover.
- Marks, David and Richard Kammann, (1980, 2a. ed. 2000), The Psychology of the Psychic (Prefácio de Gardner em ambas as edições).
- American Fairy Tales por L. Frank Baum (Introdução de Gardner em 1978, reimpressão do livro de Baum de 1901 pela Dover Children's Classics).
- A Dreamer's Tales, por Lord Dunsany (Prefácio de Gardner para a reimpressão de 1979 da Owlswick Press do livro de Dunsany de 1910).
- Alice in Puzzle-Land: A Carrollian Tale for Children Under Eighty por Raymond M. Smullyan (1982).
- The Fourth Dimension: A Guided Tour of the Higher Universes por Rudy Rucker (1985), Mariner Books (Reimpresso em 2014 comoThe Fourth Dimension: Toward a Geometry of Higher Reality, Dover Publications; Gardner fornece prefácio em ambos).
- The Emperor's New Mind: Concerning Computers, Minds, and the Laws of Physics por Roger Penrose (1989)
- The Napoleon of Notting Hill por G.K. Chesterton (Nova introdução de Gardner na reimpressão de Dover de 1991).
- Another Fine Math You've Got Me Into (Series: Martin Gardner Presents) por Ian Stewart (1992).
- The Conquest of Time por H.G. Wells (Prometheus Books; Introdução de Gardner à reimpressão de 1995 do livro de Wells de 1942; Series: Great Minds)
- Anticipations of the Reaction of Mechanical and Scientific Progress upon Human Life and Thought, by H.G. Wells (Introdução de Gardner à reimpressão de Dover de 1999 do livro de Wells de 1901).
- The Annotated Wizard of Oz (2000),[38] ed. por Michael Patrick Hearn, Nova York: W.W. Norton & Company; ISBN 0-393-04992-2.
- Magician's Magic por Paul Curry (Introdução de Gardner à reimpressão de Dover de 2003 do livro de Curry de 1965).
- Bamboozlers: The Book of Bankable Bar Betchas, Brain Bogglers, Belly Busters & Bewitchery by Diamond Jim Tyler (2008), Diamond Jim Productions; ISBN 0-9676018-1-9.
- The Upside-Down World of Gustave Verbeek (2009), Sunday Press Books; ISBN 0-9768885-7-2.
- Wells, H.G. and Hilaire Belloc, Mr Belloc Objects to 'The Outline of History' (2009),  Shelburne, Ontario: Battered Silicon Dispatch Box (Reimpressão com prefácio e epílogo de Gardner).
- The Coloured Lands de G.K. Chesterton (Posfácio de Gardner na reimpressão de Dover de 2009).

## "Mathematical Games": TheScientific Americancolumns
Colunas coletadas em forma de livro
Existem quinze livros no total — o que Donald Knuth chama de "o Cânone" — que abrangem as colunas "Jogos Matemáticos" de Gardner (1956-1981) de Scientific American:
1. The Scientific American Book of Mathematical Puzzles and Diversions (1959); Simon & Schuster
  - Reimpresso em 1963 como The First Scientific American Book of Mathematical Puzzles and Diversions, Simon & Schuster
  - Reimpresso em 1988 como Hexaflexagons and Other Mathematical Diversions: The Scientific American Book of Puzzles and Games, University of Chicago Press; ISBN 0-226-28254-6.
  - Reimpresso em 2008 como Hexaflexagons, Probability Paradoxes, and the Tower of Hanoi: Martin Gardner's First Book of Mathematical Puzzles and Games; (Series: The New Martin Gardner Mathematical Library #1); The Mathematical Association of America/Cambridge University Press.
2. The 2nd Scientific American Book of Mathematical Puzzles & Diversions (1961), Simon & Schuster.
  - Reimpresso em 1987 pela University of Chicago Press; ISBN 0-226-28253-8.
  - Reimpresso em 2008 como Origami, Eleusis, and the Soma Cube: Martin Gardner's Mathematical Diversions, (Series: The New Martin Gardner Mathematical Library #2); The Mathematical Association of America/Cambridge University Press.
3. Martin Gardner's New Mathematical Diversions from Scientific American (1966), Simon & Schuster
  - Reimpresso e revisado em 1995 como New Mathematical Diversions, Mathematical Association of America.
  - Reimpresso em 2009 como Sphere Packing, Lewis Carroll, and Reversi: Martin Gardner's New Mathematical Diversions, (Series: The New Martin Gardner Mathematical Library #3); The Mathematical Association of America/Cambridge University Press.
4. The Numerology of Dr. Matrix: The Fabulous Feats and Adventures in Number Theory, Sleight of Word, and Numerological Analysis (Literary, Biblical, Political, Philosophical and Psychonumeranalytical) of That Incredible Master Mind (1967), Nova York: Simon & Schuster.
  - Reimpresso e expandido em 1979 como The Incredible Dr. Matrix, Scribner.
  - Reimpresso e expandido em 1985 como The Magic Numbers of Dr Matrix, Prometheus Books; ISBN 0-87975-281-5 / ISBN 0-87975-282-3.
  - Reimpressão a ser publicada em breve Words, Numbers, and Combinatorics: Martin Gardner on the Trail of Dr. Matrix, (Series: The New Martin Gardner Mathematical Library #9); The Mathematical Association of America/Cambridge University Press.
5. The Unexpected Hanging and Other Mathematical Diversions (1969), Simon & Schuster.
  - Reimpresso em 1991 pela University of Chicago Press; ISBN 0-671-20073-9.
  - Reimpresso em 2014 como Knots and Borromean Rings, Rep-Tiles, and Eight Queens: Martin Gardner's Unexpected Hanging, (Series: The New Martin Gardner Mathematical Library #4); The Mathematical Association of America/Cambridge University Press.
6. Martin Gardner's Sixth Book of Mathematical Games from Scientific American (1971), W.H. Freeman and Company
  - Reviado por Mathematical Association of America, 2001.
  - Reimpressão a ser publicada em breve Klein Bottles, Op-Art, and Sliding Block Puzzles: More of Martin Gardner's Mathematical Games, (Series: The New Martin Gardner Mathematical Library #5); The Mathematical Association of America/Cambridge University Press.
7. Mathematical Carnival (1975), Knopf.
  - Revisado com prefácio por John H. Conway, Mathematical Association of America, 1992.
  - Reimpressão a ser publicada em breve Sprouts, Hypercubes, and Superellipses: Martin Gardner's Mathematical Carnival, (Series: The New Martin Gardner Mathematical Library #6); The Mathematical Association of America/Cambridge University Press.
8. Mathematical Magic Show (1977), Knopf.
  - Revisado com prefácio por Ronald L. Graham, Mathematical Association of America, 1990.
  - Reimpressão a ser publicada em breve Nothing and Everything, Polyominoes, and Game Theory: Martin Gardner's Mathematical Magic Show, (Series: The New Martin Gardner Mathematical Library #7); The Mathematical Association of America/Cambridge University Press.
9. Mathematical Circus (1979), Knopf.
  - Revisado com prefácio por Donald E. Knuth, Mathematical Association of America, 1992.
  - Reimpressão a ser publicada em breve Random Walks, Hyperspheres, and Palindromes: Martin Gardner's Mathematical Circus, (Series: The New Martin Gardner Mathematical Library #8); The Mathematical Association of America/Cambridge University Press.
10. Wheels, Life, and Other Mathematical Amusements (1983), W. H. Freeman & Co. ISBN 0-7167-1589-9.
  - Reimpressão a ser publicada em breve Wheels, Life, and Knotted Molecules: Martin Gardner's Mathematical Amusements, (Series: The New Martin Gardner Mathematical Library #10); The Mathematical Association of America/Cambridge University Press.
11. Knotted Doughnuts and Other Mathematical Entertainments (1986), W.H. Freeman & Co.; ISBN 0-7167-1799-9.
  - Reimpressão a ser publicada em breve Knotted Donuts, Napier's Bones, and Gray Codes: Martin Gardner's Mathematical Entertainments, (Series: The New Martin Gardner Mathematical Library #11); The Mathematical Association of America/Cambridge University Press.
12. Time Travel and Other Mathematical Bewilderments (1988), W. H. Freeman & Co.; ISBN 0-7167-1925-8.
  - Reimpressão a ser publicada em breve Tangrams, Tilings, and Time Travel: Martin Gardner's Mathematical Bewilderments, (Series: The New Martin Gardner Mathematical Library #12); The Mathematical Association of America/Cambridge University Press
13. Penrose Tiles to Trapdoor Ciphers (1989), W. H. Freeman & Co.; ISBN 0-7167-1987-8.
  - Reimpressão a ser publicada em breve Penrose Tiles, Trapdoor Ciphers, and the Oulipo: Martin Gardner's Mathematical Tour, (Series: The New Martin Gardner Mathematical Library #13); The Mathematical Association of America/Cambridge University Press.
14. Fractal Music, Hypercards and More...: Mathematical Recreations from Scientific American (1992), W. H. Freeman & Co.
  - Reimpressão a ser publicada em breve Fractal Music, Hypercards, and Chaitin's Omega: Martin Gardner's Mathematical Recreations, (Series: The New Martin Gardner Mathematical Library #14); The Mathematical Association of America/Cambridge University Press.
15. Last Recreations: Hydras, Eggs, and other Mathematical Mystifications (1997), Copernicus Books, Springer Verlag; ISBN 0-387-94929-1.
  - Reimpressão a ser publicada em breve The Last Recreations:  Hydras, Eggs, and other Mathematical Mystifications: Martin Gardner's Last Mathematical Recreations, (Series: The New Martin Gardner Mathematical Library #15); The Mathematical Association of America/Cambridge University.

Uma lista mais detalhada das edições pode ser encontrada aqui. Um extenso índice, de Carl W. Lee, abrangendo todos os 15 livros, pode ser encontrado aqui.
CD-ROMs
- Martin Gardner's Mathematical Games (2005), Mathematical Association of America; ISBN 0-88385-545-3 (CD-ROM de 15 livros de Gardner acima, abrangendo todas as suas colunas "Jogos Matemáticos" de Scientific American.)

### Entrevistas
- Entrevista com Gardner em 1979 por Anthony Barcellos para o en:College Mathematics Journal
- Entrevista com Gardner em 1998 por en:Kendrick Frazier para a revista Skeptical Inquirer
- Entrevista com Gardner em 2004 (PDF) por Allyn Jackson para a AMS Anotações
- Entrevista com Gardner em 2005 - Cambridge University Press blog - Part 1
- Entrevista com Gardner em 2006 por Colm Mulcahy para a MAA website Online

### Tributos
- James Randi's notes on Gardner, escrito nos anos 1960
- Uma pequena Biografia de Martin Gardner
- Uma Reunião para Gardner
- (2587) Gardner asteroide
- On-line Gardner bibliography
- Gathering for Gardner Site da conferência, G4G, inclui e-book de tributo a Gardner que pode ser baixado(The Mathemagician and Pied Puzzler)
- Tribute na Scientific American

### Obituário
- Martin Gardner, Puzzler and Polymath, Dies at 95, Nova York Times, 23 May 2010
- A tribute to Martin Gardner, The Times, 24 May 2010
- Martin Gardner, 95, a journalist, provided in-depth analysis of Lewis Carroll's Cheshire Cat, Washington Post obituary, 24 May 2010